# Eczemotes granulosa
Eczemotes granulosa är en skalbaggsart som beskrevs av Stefan von Breuning 1938. Eczemotes granulosa ingår i släktet Eczemotes och familjen långhorningar. Inga underarter finns listade i Catalogue of Life.